# 王彦皓
王彦皓（1995年3月15日—），中国陕西省西安市人，围棋职业五段棋手。他2010年入段，2017年6月升为五段。他进入2010年第11届和2011年第12届理光杯本赛，2011年第6届理光杯新秀赛8强。他2016年进入上海外国语大学学习，并代表该校参加第4届上海市大学生围棋联赛。